# Государственный переворот в Мали (1968)
Государственный переворот 1968 года в Мали (фр. Coup d’Etat de 19 novembre 1968 au Mali) — военный переворот, осуществлённый 19 ноября 1968 года узкой группой младших офицеров малийской армии во главе с инструктором Военной школы в Кати лейтенантом Муссой Траоре. В результате переворота был свергнут режим первого президента страны Модибо Кейты, провозгласившего курс на социалистическую революцию и построение социализма. В результате переворота сформированные после получении независимости государственные структуры прекратили своё существование, а политическая элита была отстранена от власти. В течение 23 лет у власти в Мали находилась группа военных, в 1974—1979 годах придавшая своему режиму конституционные формы.

## Социализм Модибо Кейты
Первый президент Мали Модибо Кейта, пользовавшийся огромным авторитетом не только в своей стране, но и за рубежом, в 1962 году провозгласил социализм наиболее достойной перспективой для малийского народа. Ещё в апреле 1960 года он заявил о предстоящем построении «социализма, который не будет ни советским, ни сенегальским, ни израильским, но который будет африканским» .
Нельзя сказать, что Модибо Кейте нечем было похвастать после восьми лет правления: уже к 1963 году Мали получила 10 больниц, 300 диспансеров, 45 медицинских центров, 60 роддомов, Народную аптеку с филиалами во всех городах, распространявшую лекарства и в деревни, 5 школ обучения медицинского персонала и 4 высших учебных заведения. Не имевшая промышленности бывшая колония обрела производство сельскохозяйственных машин и предприятия лёгкой промышленностей: кондитерские фабрики, рисозавод, цементное и текстильное производства, завод керамики, табачную и спичечную фабрики, кожевенный завод, мясохладобойни, макаронную и галетную фабрики, маслозаводы и консервные заводы. Правительство Кейты строило плотины на реках, учредило Банк развития Мали и Кредитный банк, продвигало малийские консервы на внешние рынки, создало Национальное управление кинематографии и сеть «народных книжных магазинов». При нём началась добыча соли в Таудени, фосфатов в Тилемси и золота в Калане.
Однако процесс социалистического строительства почти сразу же натолкнулся на экономические и политические проблемы. Когда 1 июля 1962 года страна вышла из зоны франка и ввела национальную валюту — малийский франк — это только ухудшило ситуацию. Экономическая независимость дорого обошлась и государственным финансам, и коммерсантам, которые понесли убытки и не испытывали патриотических чувств. Уже через 20 дней у комиссариата первого округа Бамако и посольства Франции собрались недовольные реформой торговцы, которые скандировали: «Долой малийский франк! Долой Модибо! Да здравствует генерал де Голль!». Это было началом противостояния: затем и крестьяне не примут идею коллективизма, и «коллективные поля» (champs collectives), которых станут бояться даже военные, будут приходить в запустение. Сельскохозяйственная продукция всеми правдами и неправдами пойдёт на чёрный рынок, перерабатывающие предприятия молодой промышленности лишаться сырья . Несмотря на помощь Советского Союза, Китая и стран Запада экономическое положение Мали будет неуклонно ухудшаться. В условиях национализации и промышленного строительства средств государства катастрофически не хватает и Модибо Кейта, публично осуждавший империализм и французский колониализм, идёт на экономическое сближение с бывшей метрополией.
15 февраля 1967 года с Францией были заключены финансовые соглашения, которые предусматривали в обмен на финансовую помощь возвращение Мали в Западноафриканский валютный союз, 50 % девальвацию малийского франка и ограничение государственных расходов. Эти меры, которые многие малийские руководители расценили как капитуляцию перед Францией, раскололи руководство страны и правящую партию Суданский союз. Левое крыло партии во главе с Мамаду Диаррой выступило с резким осуждением финансовых соглашений.
Попытки избежать экономического краха постепенно ведут к краху политическому. Суданский союз — единственная партия, вся немногочисленная политическая оппозиция уничтожена ещё в 1963 году. Но теперь политическая борьба идёт уже внутри партии. 22 августа того же 1967 года Модибо Кейта выступает по радио Бамако и заявляет о роспуске Национального политбюро Суданского союза, утратившего, по его словам, доверие масс и способность вести за собой народ к заявленным целям. Власть в партии и в стране переходит к возглавляемому президентом Национальному комитету защиты революции. Кейта переносит на малийскую политическую почву некоторые принципы и методы бушующей в Китайской Народной Республике Культурной революции. 1967 год провозглашён «Первым годом малийской революции» (фр.  l’an I de la révolution malienne), молодёжь по призыву президента начинает разоблачать на непрекращающихся митингах партийных и государственных работников, заподозренных в неприятии социализма, коррупции или саботаже. Их называют «уставшими от революции» (фр. Fatigués de la  revolution).
В соответствии с решениями VI съезда Суданского союза по всей стране формируются молодёжные «Бригады бдительности» (фр. Brigades de vigilance), так же известные как Народная милиция (фр. Milice populaire). Их целью, как указывалось в регламенте, становится борьба с нарушениями «правил приличия и малийских законов», в том числе с детской преступностью, проституцией, нищенством и др. Бригады создаются в деревнях и городских кварталах местными комитетами Союза малийской молодёжи и берут под контроль вверенные им территории, зачастую подменяя не только силы охраны правопорядка, но и местную власть. Не подконтрольность «бригад бдительности» ведёт к прямому произволу и бесчинствам. Численность Народной милиции, оснащённой Китаем, достигала 10 000 человек, в то время как малийская армия насчитывала немногим более 3000 военнослужащих.
Вслед за тем, как были парализованы партийные органы, настала очередь высших представительных органов государства.
17 января 1968 года депутат Габу Диавара, лидер молодёжного движения Суданского союза, внёс инициативу о самороспуске Национального собрания Мали. В тот же день депутаты послушно проголосовали за это предложение, а мэр Куликоро Мамаду Диарра заявил, что теперь они не могут быть  «освистанными, разоблачёнными, отвергнутыми народными массами»  (фр. conspués, dénoncés, rejetés par les masses populaires). 25 января президент сформировал Законодательную комиссию (фр. Délégation legislatives) из 28 членов, сосредоточив в своих руках и законодательную власть.
Полный контроль над государственными и партийными органами позволил Модибо Кейте продолжить финансовое оздоровление: 7 марта он в своём циркуляре обрушил критику на «попугаев марксизма» (фр.  perroquets du marxisme) и осудил «революционное шарлатанство, догматизм и сектантство» (фр. le charlatanisme révolutionnaire, le dogmatisme et le sectarisme), а уже 5 мая малийский франк стал конвертируемым.
Это не решило всех проблем. 19 июня 1968 года в Оулоссебугу начинаются крестьянские волнения против «добровольных налогов», общественных работ и обязательных поставок сельхозпродукции. С волнениями быстро справятся, но глухое крестьянское недовольство станет фоном для событий, которые неожиданно развернуться ровно через пять месяцев.

## Причины переворота
К осени 1968 года и государственные структуры Мали и партийные структуры правящего Суданского союза были частично демонтированы и пребывали в неопределённом состоянии. С одной стороны вся власть в стране была сосредоточена в руках Модибо Кейты и его соратников, заседавших в Национальном комитете защиты революции, с другой стороны на местах благодаря молодёжной Народной милиции царила едва ли не анархия. Ширились слухи, что скоро Кейта и армию заменит этими «бригадами бдительности». Картину дополняли непрекращающиеся экономические трудности почти изолированного государства, в 1960 году лишившегося прямого выхода к морю, с неэффективным сельским хозяйством и дефицитом торгового баланса.
Система управления страной переживает кризис, руководство утратило понимание ситуации. «В своём дворце Кулуба, построенном на холме, Модибо Кейта воспринимает волнение Бамако как далёкий шум»  (фр.  Dans son palais de Koulouba construit sur une colline, Modibo Kéïta écoute l’agitation de Bamako comme une rumeur lointaine.) — пишет французский журналист Жильбер Комт.
Эти обстоятельства считаются причинами военного переворота 19 ноября 1968 года, однако падение режима Модибо Кейты было вызвано не столько всеобщим недовольством населения, сколько узким заговором небольшой группы молодых лейтенантов малийской армии.

## Заговор. Сын полка против Отца независимости
Общевойсковая военная школа (фр. l’Ecole Militaire Inter-Armes (EMIA)) в городке Кати в 15 километрах к северо-востоку от Бамако была единственным военным учебным заведением страны и пользовалась особым доверием правительства. Её персонал вместе с командованием малийской армии не раз клялся в верности социализму и «отцу независимости» Модибо Кейте, обещая быть  «железным копьём социалистической революции» . В Школу, как и во все другие воинские части, для проведения политического образования были посланы гражданские чиновники, но перед их лекциями военным давалось строгое указание не задавать представителям партии никаких лишних вопросов и не устраивать дискуссий. Власти могли узнать о настроениях личного состава EMIA, ведь именно здесь и возник заговор, но сочли для себя удобным этого не делать.
Считается, что идея государственного переворота в Мали пришла в голову инструктору Военной школы в Кати лейтенанту Муссе Траоре, который был возмущён роспуском партийных органов и парламента, отсутствием свободы и перспектив развития страны (по крайней мере, так утверждал сам Траоре, потом изменивший своё мнение и заявлявший на суде, что заговор был инспирирован французскими спецслужбами, в частности легендой разведки, генеральным секретарём по африканским делам Жаком Фоккаром).
Сын полка, когда то окончивший французскую Африканскую подготовительную военную школу и отслуживший в армии Франции, Мусса Траоре был специалистом по диверсионным операциям. В патриотическом порыве он вернулся на родину, когда Мали получила независимость, но уже вскоре был отправлен в Танганьику, где занимался военной подготовкой бойцов левых освободительных движений. То же самое занятие ждало его и по возвращении на родину, где он стал инструктором военного училища. «Долговязый, костлявый, с уклончивым, но энергичным взглядом под чистым лбом»  (фр.  Long, osseux, le regard évasif sous un front dégagé d’où saille cependant l’énergie), как пишет Жильбер Комт, Мусса Траоре внешне не проявлял интереса к политике и дисциплинированно следовал господствующей идеологии, утверждавшей социализм, интернационализм и борьбу с империализмом. Разве что жена Траоре работала в посольстве США в Бамако, но этому факту, ни в 1968 году, ни после него не придавали серьёзного значения.
Другая версия гласила, что идея свергнуть Модибо Кейту посетила намного раньше директора по обучению EMIA капитана Йоро Диаките, слывшего интеллектуалом ветерана событий в Конго. Полковник Жозеф Мара в «LE REPUBLICAIN» n°20 от 27 января 1993 года будет утверждать, что Йоро Диаките вместе с ним начал готовить заговор ещё в 1965 году, был настоящим демократом и душой переворота.
У обоих претендентов на роль главного инициатора заговора был большой совместный опыт. С 1964 по 1965 год капитан Йоро Диаките и лейтенант Мусса Траоре вместе вели подготовку бойцов африканских национально-освободительных движений, нацеленных на свержение колониальных режимов или своих правительств: Африканского национального конгресса Южной Африки, СВАПО (Намибия), ФРЕЛИМО (Мозамбик), МПЛА (Ангола) и других.
Так или иначе, но в 1968 году именно лейтенант Мусса Траоре поделился идеей переворота со своим лучшим другом и сослуживцем лейтенантом Юсуфом Траоре, командиром роты, также окончившим школу во Фрежюсе (Франция). Обнаружилось, что ход мыслей инструктора разделяют многие офицеры.
Но бывший в то время старшим аджютаном десантник Сунгало Самаке в своих мемуарах не поддержал распространённое мнение о том, что ход мыслей организаторов переворота определялся высокими целями. Он писал, что военными двигало не возмущение отсутствием демократии и не самозабвенная забота о народе, а страх остаться без пенсии, оказаться рабочей силой на коллективных полях или стать жертвами издевательств Народной милиции. К тому же материальное положение военных в те годы было совсем незавидным: Самаке на всю жизнь запомнил часовых у здания Генерального штаба армии Мали, которые несли службу в старых залатанных или вовсе дырявых брюках.
Неясно, насколько правдивыми были циркулировавшие в Мали слухи о предстоящем роспуске армии, но ещё до их широкого распространения, в июне 1968 года, Мусса Траоре передал Юсуфу Траоре разработанный им план подготовки к перевороту. В сентябре оба заговорщика собрались у некоего капитана (имени которого Траоре почему-то не сообщает) и предложили ему присоединиться к заговору. Но капитан от греха подальше прогнал лейтенантов и посоветовал им забыть об этом разговоре. После этого оба Траоре решили обойтись без старших офицеров. Юсуф пошёл по домам других лейтенантов, чтобы прозондировать почву и на этот раз нашёл больше понимания. Уже в стенах школы их поддержали командир инженерной части Мамаду Саного и начальник учебного центра AMI-6 Киссима Дукара.
В заговор был вовлечён и друг Муссы Траоре капитан Шарль Самба Сиссоко, когда то вместе с ним вернувший из Фрежюса на родину. Но его кандидатура была предложена Модибо Кейте на пост главы военного кабинета президента, что имело неожиданное последствия. Поскольку Сиссоко был женат на француженке, Кейта отказал ему в доверии и капитана отправили служить в Тессалит под надзором полиции.
Оперативный штаб заговора составили Мусса и Юсуф Траоре, танкист Амаду Баба Диарра и авиаторы Филифинг Сиссоко и Тьекоро Багайоко. Их совещания иногда длились до рассвета, заговорщики встречались на пикниках и на охоте, вели разговоры в автомобилях, опасаясь подслушивания.
21 сентября 1968 года уже восемь лейтенантов — Мусса и Юсуф Траоре, Киссима Дукара, Жозеф Мара, Амаду Баба Диарра, Мамаду Саного, Тьекоро Багайоко и Филифен Сиссоко — встретились прямо у входа в здание министерства обороны в Бамако. Оттуда они отправились на другой берег реки, где обсудили военную часть плана Траоре. Оценки были пессимистичными. Юсуф Траоре предложил вообще отказаться от плана, его поддержал Диарра, спросивший Муссу, что же будет в случае неудачи. Но Мусса Траоре использовал весь свой авторитет, чтобы переубедить лейтенантов, которых он недавно тренировал как инструктор. Он утверждал, что провал заговора обернётся для страны катастрофой, и все участники совещания на берегу поклялись, что свергнут режим Кейты ради высшего блага малийского народа, а не ради личных интересов. Вскоре к заговору были привлечены командир роты в Сегу Мамаду Сиссоко и офицеры военной авиации.
Работу по вовлечению в заговор новых участников Мусса Траоре поручил лейтенанту авиации Филифену Сиссоко. Главным его успехом стало присоединение к заговорщикам старшего аджюдана Сунгало Самаке из десантной роты. Рота «красных беретов» в военном лагере Джикорони в Бамако (ныне 33-й парашютный полк) пользовалась особой любовью президента Модибо Кейты: он ежегодно приезжал на праздник части, дарил роте 100 000 франков и танцевал с десантниками под балафон. Помимо парашютной роты специального назначения заговорщики могли рассчитывать на участие в перевороте персонала Военной школы, трёх батальонов пехоты и оперативного батальона танков «Т-34», усиленных лёгкой артиллерией.
В 1968 году в Африке уже открыт очередной сезон переворотов: в апреле уже выступили офицеры в Сьерра-Леоне, в августе вышли на улицы Браззавиля военные Конго. В Мали для выступления предлагается использовать поездку Модибо Кейты в Советский Союз в середине августа 1968 года. Но против этого плана выступают Мусса Траоре и Тьекоро Багайоко, которые опасаются, что свергнутый Модибо Кейта как и бывший президент Ганы Кваме Нкрума обоснуется в Гвинее, с которой у Мали общая трёхсоткилометровая граница, и оттуда будет призывать своих сторонников к борьбе. В сентябре некоторые офицеры получают по почте антиправительственные листовки и отвечавший за безопасность Багайоко начинает подозревать провокацию властей, но всё обходится. Народная милиция по ночам осматривает машины из Кати, но её членов больше интересуют торговцы Большого рынка, которых считают едва ли не самыми опасными врагами режима, и их товары.
Переворот назначается на 20 января 1969 года, когда пройдут торжества в честь годовщины Национальной армии и многие части будут сконцентрированы в Бамако для парада, но из-за слабой конспирации или по другим причинам, о существовании заговора в армии вскоре становится известно самому Модибо Кейте.

## Накануне
В 1968 году прилавки магазинов в Бамако полупусты, из продажи исчезли чай и сахар. По рынкам и торговым точкам в надежде бесплатно раздобыть какой-нибудь дефицит ходят члены Народной милиции в зелёной форме, и французский журналист Жильбер Комт сравнивает их с шакалами. Государство обвиняет коммерсантов в том, что они тайно вывезли восемь миллиардов франков в банки Дакара и Абиджана, ограбив народ и страну. Министр развития Сейду Бадиан Куйате заявляет: «Если надо взять тридцать самых крупных коммерсантов и вывести их из домов чтобы спасти нашу экономику, мы это сделаем не колеблясь и это я возьму на себя!» (фр. S’il faut prendre les trente plus gros commerçants de la place devant leur maison pour sauver notre économie, nous  le ferons sans hésiter, et je m’en chargerai moi-même!").
Но, несмотря на это, и на то, что иностранные наблюдатели критически оценивали положение в Мали, Модибо Кейта был совершенно уверен в своих силах и много времени уделял активной внешнеполитической деятельности. Летом 1968 года он с супругой отправился на отдых в Советский Союз, взяв с собой начальника Генерального штаба армии полковника Секу Траоре, инициатора роспуска Национального собрания Габу Диавару и министра иностранных дел Усмана Ба. После отдыха в Сочи Кейта 12 августа прибыл в Москву и после коротких переговоров, которые он предоставил вести Ба, Диаваре и Траоре, 14 августа вылетел из Внуково в Мали. Его возвращение в Бамако было триумфальным: около ста тысяч человек встречали его в аэропорту и бежали за президентским кортежем до самого дворца в Кулубе.
Вскоре Модибо Кейта и НКЗР публично одобрили ввод войск стран Варшавского договора в Чехословакию.
Весь октябрь 1968 года заболевший неизвестной болезнью Модибо Кейта проводит в своей резиденции, а 2 ноября с пренебрежительным молчанием выслушивает жалобы делегации военных на Народную милицию. Он проигнорирует этот сигнал и уже через три дня вновь покинет страну.
В начале ноября 1968 года президент, оставив без внимания конфликт военных и милиции, отправляется с многодневным визитом (5-11 ноября) в соседнюю Верхнюю Вольту, где он пользуется большим уважением . Там происходит случай, о котором вспомнят уже через две недели как о мистическом предзнаменовании. 6 ноября 1968 года Модибо Кейта вместе с президентом Верхней Вольты генералом Сангуле Ламизаной совершают поездку по стране и проезжают через город Уахигуя. Здесь, в бывшей столице государства Ятенга, покоятся останки правителя этого королевства народа моси, и, согласно местным поверьям, всякий вождь, проходящий поблизости от этой могилы, подвергается древнему проклятию. Президентская служба протокола в последний момент получает сведения об этом, однако не придаёт им значения и не меняет маршрут, но местное население шокировано подобной неосторожностью и предрекает двум президентам большие несчастья.
Проклятие оказалось избирательным: генерал Сангуле Ламизана правил своей страной ещё 12 лет, а Модибо Кейта был предупреждён о грозящей ему опасности. Сведения о заговоре в армии пришли не от малийских спецслужб, а из-за границы по неким дипломатическим каналам, при этом руководству страны был передан и список заговорщиков. Но удар наносится властями не в том месте — никто из допрошенных службой безопасности и жандармерией лиц не является участником организации лейтенантов Траоре. Президент несколько раз собирает в Кулубе Мадейру Кейту, Сейду Бадиана Куйяте, главу Народной милиции Давида Кулибали и своего адъютанта капитана Абдуллая Улогама. Отвечавший за внутренние дела Алиун Багайоко и Мамаду Диаките гарантируют лояльность армейского командования. И эта информация верна — верхушка офицерского корпуса вплоть до командиров батальонов и не помышляет о смещении Отца независимости. Своим положением командиры вполне довольны и, похоже, руководствуются местной поговоркой: «Тот, кто гребёт веслом, плывя по течению, тот смешит крокодилов» (фр. Celui qui rame dans le sens du courant fait rire les crocodiles).
В итоге и этот сигнал остаётся без должного внимания, а 10 ноября Кейта с пышными церемониями выезжает с большой делегацией на VIII экономическую конференцию региона Мопти. Решение президента оставить столицу в такой ситуации не находит определённого объяснения. Бинту Сананкуа, автор книги «Падение Модибо Кейты», пишет:
Поездка президента в Мопти вызывает вопросы. Он не принял всерьёз угрозу государственного переворота, о которой ему сигнализировали?  […]  Думал ли он о том, чтобы вернуться к действиям  по своему возвращению или просто-напросто считал, что руководители жандармерии смогут  решить вопрос в его отсутствии? Или президент простодушно доверяет малийской армии?
Французский журналист Жильбер Комт в 1969 году подозревал, что Кейта предпринял эту поездку с целью заручиться народной поддержкой и по возвращении в столицу арестовать и заговорщиков и «уставших от революции» представителей правого крыла партии, таких как Жан-Мари Коне, Мамаду Ав и Луи Негр.
Но, по некоторым данным, именно поездка в Мопти обеспокоила Тьекоро Багайоко и других заговорщиков, подтолкнув их к решительным действиям. По одной из версий командир бронетанковой части (chef de l’escadron) Амаду Баба Диарра пришёл в выводу, что заговор раскрыли и лично убедил Траоре немедленно приступить к осуществлению переворота.
Ночью 17 ноября Мусса и Юсуф Траоре на совещании в учебном центре AMI-6 Киссимы Дукары утвердили план и час начала военной операции, а затем на «ГАЗ-69» приехали в лагерь Джикорони и вызвали Сунгало Самаке, который подтвердил, что парашютная рота готова выступить.
В этот же день, 17 ноября, Модибо Кейта, с 14 ноября вместе с ключевыми министрами обсуждавший на провинциальной конференции проблемы экономики и нехватки средств, выступал с заключительной речью. Он говорил:
Мали всегда, как в колониальные времена так и теперь, страдала от хронического недостатка платёжных  средств. Наша экономическая независимость  станет реальностью только тогда, когда у нас будет достаточно средств, чтобы оплачивать то, что мы покупаем  вне страны. Таким образом, нам надо увеличить  объём экспортных поставок и привести наш импорт к разумному объёму (…). То, что мы уже осуществили, очень  важно. То, что мы собираемся  построить и то, что мы осуществим, могло бы стать для других стран путём спасения от неоколониализма, который приходит на  смену колониализму
Теперь всем надо возвращаться в Бамако, но в понедельник 18 ноября, разрушая версию Жильбера Комта о готовящемся ударе по заговору, Модибо Кейту покидают основные министры, сопровождавшие его в Мопти. Ответственный за оборону и безопасность министр по особым поручениям Мамаду Диаките с разрешения президента уезжает к родителям в Кона, в 50 километрах от Мопти. Президент соглашается, что в нынешней ситуации Диаките, обязанный разбираться с заговором в армии, нужнее своей семье в Кона, чем ему в столице.
Идеолог партии, министр юстиции и труда Мадейра Кейта и министр образования Сейду Таль вместе с бывшим Верховным комиссаром Французской Западной Африки Ивоном Буржем отправляются открывать шоссе Сегу-Мопти, построенное на средства Европейского экономического сообщества. После церемонии Сейду Таль уезжает навестить своего отца в Бандиагару, а Кейта, первый министр обороны и внутренних дел Мали, так и не доберётся до Бамако. Оставляет президента и министр планирования Жан-Мари Конэ, которого соратники обвиняют в предательстве и сговоре с Францией — по неизвестным причинам он вообще отказывается сесть на отплывающий корабль и отправляется в столицу на автомобиле.
Большую часть дня 18 ноября нет в столице и начальника Генерального штаба армии полковника Секу Траоре, который, впрочем, не имеет свободного доступа к президенту и прямой линии связи с ним. Полковник возвращается в столицу из поездки в Марокко, спокойно проводит вечер и ложиться спать в своей квартире, расположенной рядом со зданием Генштаба.
Но по стечению обстоятельств почти весь день проводит в Бамако начальник Военной школы в Кати капитан Йоро Диаките, как утверждают, пока ещё не причастный к заговору лейтенантов. Директор популярного в то время книжного издательства Амаду Траоре позднее утверждал, что капитан в сопровождении Муссы Траоре приехал к нему в 08:45 18 ноября. Пока Амаду Траоре и Диаките обсуждали проблемы издания его книги «Дружеская рука», Мусса Траоре невозмутимо сидел на площади в открытом «ГАЗ-69» и ждал начальника. Никому и в голову не могло прийти, что дисциплинированный младший офицер, целый день просидевший на жаре в ожидании своего командира, через считанные часы станет главой государства. Лейтенанта пригласили на обед, но затем он скромно вернулся в машину и только в 19:00 офицеры отправились назад в Кати.
Тем временем президент Модибо Кейта отплыл из Мопти на трёхпалубном корабле «Генерал Сумаре» («Général Soumaré») вместе с женой и оставшимися рядом членами делегации. Поездка проходила спокойно, судно останавливалось у прибрежных селений, встречаемое местным начальством и восторженными малицами. На каждой остановке Кейта произносил одну и ту же стандартную речь, призывая сограждан к бдительности и к новым победам и получал восторженные оценки: на остановке в Сегу выступавший с приветственной речью Гарангу Маму даже сравнил личные качества президента с достоинствами пророка Мухаммеда.
Но Модибо Кейта не был пророком и не знал, что обеспокоенные заговорщики уже перенесли дату выступления с января на ноябрь, и в 1969 году станет на один военный переворот меньше.

## Ночь в Бамако
Вечером 18 ноября партийные руководители в столице были заняты подготовкой к торжественной встрече президента, а с наступлением ночи весь город, как обычно, перешёл под контроль народной милиции и опустел. В 4 часа утра 19 ноября в Кати заговорщики привели верные им подразделения в состояние полной боевой готовности. Когда была объявлена тревога на плац прибежал сообразивший в чём дело директор по обучению Военной школы капитан Йоро Диаките. Он спросил у Муссы Траоре, чем может быть полезен восставшим, и был направлен в распоряжение Юсуфа Траоре. Избежал ареста и единственный офицер-механик Малик Диалло, командир роты обеспечения, который не возражал оказать помощь заговорщикам. Колонна армейских грузовиков и бронетехники двинулась к столице, не вызывая никакой явной реакции властей и советских военных советников).
Ночью на 19 ноября 1968 года старший аджюдан Сунгало Самаке в лагере Джикорони не мог заснуть и держал наготове оружие возле кровати, опасаясь ареста. Только в пятом часу утра к казарме подъехали лейтенанты Тьекоро Багайоко и Филифен Сиссоко, которые заявили, что выступление в Кати уже началось и части в Бамако опаздывают с выступлением. Самаке послал Карамого Коне с солдатами арестовать временно исполняющего обязанности командира своей роты лейтенанта Карима Дембеле, дядя которого Юсуф Дембеле был заместителем секретаря партии, а затем обратился к солдатам:
Мы решили уничтожить правительство. Кати приступил к осуществлению государственного переворота. Мы опаздываем. Возрастной ценз, ваша пенсия, ваше оружие у вас в руках. Всё будет зависеть от того, как вы используете ваше оружие; сегодня возрастной ценз и пенсия в ваших руках. Есть те, кто не согласен…?
.
Все были согласны. Десантники кричали: «Мой аджюдан! Мы согласны! Мы только этого и ждали! Мы готовы! Давайте!» . Через несколько минут командир соседней инженерной роты капитан Амалла Кейта был арестован, а унтер-офицер Сери Кулибали сам с радостью попросил своего приятеля Самаке взять его с собой в Бамако. Кулибали принёс огромный тесак и сказал, что ему надо по пути найти и убить одного профсоюзного лидера, который увёл у него жену.
Основными целями военной операции в Бамако были президентский дворец, радиостанция. аэродром, телефонный коммутатор, штаб квартиры Народной милиции и сил безопасности, мосты через Нигер и Дом партии. Приехавшие из Кати военные блокировали выезды из столицы, заняли аэропорт и радиостанцию, отключили телефонную связь. На улицах Бамако появились армейские грузовики с солдатами и военные патрули, у правительственных зданий были выставлены посты. Мусса Траоре по рации координировал действия штурмовых групп с площади Свободы. Он поставил перед парашютной ротой задачу нейтрализовать начальника Генштаба, министра, ответственного за оборону и захватить штаб-квартиру Народной милиции рядом со столичным стадионом. На рассвете рота, прибывшая к Гранд-отелю в Бамако, разделились на три группы, чтобы обеспечить одновременность захвата трёх центров. Тьекоро Багайоко двинулся на захват штаб-квартиры милиции, Филифен Сиссоко — к министерству обороны, Сунгало Самаке выпала задача арестовать начальника Генерального штаба, у которого, как все считали, имелся наготове ручной пулемёт.
К этому времени начальник Генерального штаба армии полковник Секу Траоре уже проснулся от выстрелов в городе. Он не пытается выяснить, что происходит, а идёт бриться и заниматься утренним туалетом. Он не знает, что Самаке без труда разоружил часового, попросив у него закурить, и его солдаты уже прошли в оружейную комнату. Самаке постучал в дверь полковника и сообщил ему, что в городе серьёзное положение и что правительство в нём нуждается, а когда тот открыл, предложил Секу Траоре следовать за ним. На вопрос полковника  «Что происходит? Вы совершили государственный переворот?»  десантник, считавший, что Траоре не стремился защищать интересы армии, ответил со своеобразным юмором : «Кажется вы ветеринар? У нас много быков, которых надо привить этим утром» (фр. Il paraît que vous êtes vétérinaire. Nous avons beaucoup de bceufs à vacciner ce matin.). Ничего далее не выясняя, одетый в белую парадную форму полковник Секу Траоре спокойно подчиняется младшему по званию и идёт к своему автомобилю. Его увозят в тюрьму.
Если Самаке без особого труда справился с поставленной задачей, то группа Филифена Сиссоко не смогла захватить здание министерства обороны. Охрана просто-напросто отказалась сдаться, и Сиссоко посчитал, что сделать уже ничего нельзя. Он вернулся к Самаке и получил выволочку: десантник прямо сказал лейтенанту, что тот не офицер и при любой опасности бросается в первую канаву, после чего отдал распоряжение сосредоточиться на штаб-квартире Народной милиции, а сам лично направился в министерский квартал, где арестовал Алиуна Диаките, отвечавшего за внутренние дела. (Заметим сразу, что реальность оказалась сложнее, чем думал Самаке: в будущем Филифен Сиссоко станет генералом, а Сунгало Самаке получит нашивки капитана и 10 лет каторги).
Потерявшее полковника Секу Траоре командование малийской армии не стало вмешиваться в события и осталось на своих постах, не противодействуя перевороту и не требуя объяснений от подчинённых. Исключением стал только полковник Келетигу Драбо, который просто подал в отставку. Постоянный секретариат Народной милиции, от которой ждали возможных неприятностей, был окружён военными и сдался после нескольких выстрелов в воздух.
Таким образом, контроль над столицей удаётся установить без сложностей, перестрелки отмечаются лишь в кварталах Дарсалам и Медина-Кура. Солдаты без церемоний ловят, разоружают и бьют молодёжь из «бригад бдительности», набивают арестованными кузова грузовиков и увозят в неизвестном направлении. Арестованы все министры кроме министра по особым поручениям при президенте Сейду Бадьяна Куяте и министра иностранных дел Усмана Ба, которые рано утром собрались в штаб-квартире профсоюзов. Днём по городу будут ходить ложные слухи, что Куйяте и Ба получили убежище в посольстве Китая. Все усилия директора службы безопасности Умара Боре сведутся к тому, что утром он телеграммой известит президента о военном мятеже в столице. Более того, к машине Муссы Траоре на площадь Свободы придёт министр Жан-Мари Коне и заявит, что сдаётся. Траоре отошлёт его домой, пообещав о нём ещё вспомнить.
За капитаном авиации Шарлем Самба Сиссоко в Тессалит посылают самолёт, и собравшиеся в столице лидеры восставших провозглашают себя Военным комитетом национального освобождения. В 6 часов утра, за полчаса до восхода солнца, включается национальное радио, которое передаёт только музыку и последние известия в 7 часов утра не выходят. С рассветом население столицы идёт на работу, но мост, соединяющий Бамако с Бадалабугу, дороги в аэропорт и в Бугуни перекрыты военными кордонами. Основные магистрали и перекрёстки столицы находятся под охраной танков. Блокированы военными проезд у Гранд-отеля и т. н. «королевская дорога» в Кулубу, где расположен президентский дворец.
К 8 часам утра в Высшую нормальную школу на холме Бадалабугу сходятся учащиеся. С невероятным для студентов терпением они ждут прихода профессора Яйя Багайоко, который должен читать им лекции по географии. Но профессор не появляется и через два часа все расходятся. Обеспокоенная студентка Бинту Сананкуа расспрашивает о том, что случилось в городе и знакомого профсоюзного деятеля и местного депутата, но те ничего не знают и советуют ей сидеть дома и слушать радио. Но Сананкуа вместе со студентом из Сенегала идёт на Большой рынок и обнаруживает, что жизнь там течёт в привычном русле и ничего не происходит.
А военные на грузовиках привозят в лагерь Джикорони ответственного за молодёжные организации Бингоро Кулибали, министра по особым поручениям Сейду Бадиана Куйяте, министра иностранных дел Усмана Ба, директора Гражданской службы Кансоро Согобу и комиссара по делам молодёжи Габу Диавару. Председатель Законодательной делегации, член НКЗР Махаман Алассан Хайдара задержан в Тимбукту и переправлен в тюрьму в Бамако.
Столичные власти беспомощны, в провинциях сопротивление перевороту скорее символическое. Губернатор Сегу поднимает по тревоге гарнизон города и отдаёт приказ командующему округом быть готовым к действиям против заговорщиков, однако его арестовывают прямо в резиденции. В числе других арестованных губернаторов он будет сослан на север страны. В Кайесе секретарь Национального комитета защиты революции, директор президентского кабинета Бакара Диалло вместе с офицерами Народной милиции собирает население и через мегафон призывает его противостоять перевороту, но дальше этого дело не продвигается и вскоре Диалло и его соратники оказываются под арестом.
В Бамако группа молодёжи составляет листовку с призывами остановить военных, но никто не желает её публиковать. Удаётся отпечатать небольшое количество экземпляров и раскидать по некоторым учреждениям города, но сотрудники этих учреждений вручают им листовки обратно и прогоняют молодых людей, угрожая сдать их солдатам. Призывы этой группы к населению собраться во второй половине дня у столичного кинотеатра, чтобы сорвать переворот, не находят поддержки — в указанный час на место сбора приходят три человека, которые, незамеченные патрулями, разочарованно расходятся по домам.
Со стороны активистов партии и государственных органов в Бамако нет ни действий, ни заявлений. Бинту Сананкуа напишет:
Все структуры партии, которые могли противостоять перевороту, обрушиваются как карточный домик. Ответственные лица в Бамако оказываются обескураживающе неэффективными. Одни выжидают,  «wait and see» (англ.- «жди и смотри»), другие нейтрализованы с невероятной лёгкостью.

## Последний причал Модибо Кейты
Утром вторника 19 ноября пароход «Генерал Сумаре» последний раз остановился в селении Ньямина неподалёку от Куликоро и отправился дальше по реке Нигер. Весь дальнейший путь его сопровождают украшенные пироги с поющими и танцующими активистами, а члены делегации выходят на верхние палубы, чтобы полюбоваться этим зрелищем. В то время, когда пароход уже подходит к Куликоро, радист принимает радиограмму директора службы безопасности Умара Боре о том, что военные из Кати взяли под контроль столицу и готовятся арестовать президента. Личный адъютант капитан Улогам приносит радиограмму Модибо Кейте. Тот немедленно зовёт к себе в каюту жену и после короткой беседы с ней вызывает на совещание ответственного за молодёжные организации Давида Кулибали, руководившего Народной милицией, и представителя профсоюзов Наму Кейту. Итоги этой беседы не обнадёживают президента, он собирает всю делегацию и зачитывает сообщение из Бамако. Это вызывает бурю возмущения, соратники кричат, предлагают Кейте вернуться в Сегу и организовать сопротивление, поднять военную авиацию с базы ВВС в Тессалите и атаковать столицу…. Президент действительно может положиться на личный состав большой военной базы близ Сегу и на военную авиацию на севере страны. Он может обратится к малийскому народу, большая часть которого несмотря ни на что продолжает боготворить своего лидера. Однако Кейта не следует этим советам. Он начинает долго объяснять собравшимся бесперспективность их предложений, говорит, что не собирается оплачивать свою власть кровью малийского народа, повторяет: «Я поеду в Бамако, каким бы ни было положение… Даже если по мне откроют огонь» (фр. J’irai à Bamako quelle que soit la situation...Même s’il y a le feu.). «При рождении СС-АДО мы дали клятву отдать, если понадобиться, нашу жизнь нашей стране, нашей Партии» (фр. Nous avons fait, à la naissance de l'US-R.D.A, le serment de donner, s'il le fallait, notre vie à notre pays, notre Parti.). Кейта выражает надежду, что у его власти есть доверие народа и хорошая репутация, предлагает добраться до столицы и разобраться во всём на месте. Все соглашаются, только команда корабля в белой парадной форме собирается на палубе и выражает желание умереть за президента.
Но в Куликоро в 09:00 ничего не происходит. Модибо Кейту и его спутников ожидает обычный торжественный приём, участники которого ничего не подозревают о событиях в столице. Генеральный секретарь местной партийной организации Мамаду Диарра, лидер «левых», произносит приветственную речь, президент невозмутимо отвечает призывами к молодёжи Мали дорожить завоеваниями революции. После этого Кейта и его свита садятся в правительственные автомобили и президентский кортеж, не встретив в Куликоро ни одного военного, уезжает в сторону Бамако. Мысли руководителей Мали заняты сообщением из столицы, и они забывают на пароходе всю рыбу, привезённую ими из Мопти. Это становится единственным происшествием на пристани.

## Захват президента
Президентский кортеж несётся в Бамако, но в 5 километрах от Куликоро поперёк дороги появляется бронетранспортёр, и головной автомобиль, поднимая тучи пыли, резко тормозит…
На рассвете Сунгало Самаке уже в министерском квартале Бамако получил от Муссы Траоре указание захватить Кейту, который должен был высадиться в Куликоро. Самаке отказывается взаимодействовать с группой Филифинга Сиссоко и Траоре даёт ему группу Тьекоро Багайоко и три бронетранспортёра Амаду Баба Диарры. Самаке садиться в первый БТР, Багайоко во второй, а Диарра в третий и машины выезжают из Бамако в сторону Куликоро. В районе Массалы военные первыми видят вдалеке облако пыли от кортежа Кейты и останавливаются. План операции по захвату Модибо Кейты предлагает, как ни странно, Амаду Баба Диарра, на которого в этой миссии возложены технические обязанности, вроде ремонта сломавшейся техники. Он лично берётся остановить кортеж и приказывает открывать огонь только в том случае, если он будет убит. Бронетранспортёры быстро уезжают в кусты, десантники ложатся вдоль обочин дороги и ждут приказа.
Когда президентская колонна останавливается перед первым БТР, то её последняя машина оказывается блокированной другим бронетранспортёром, сразу же выехавшим из кустов. Со всех сторон кортеж окружают солдаты, которые наводят оружие на президента и министров. Члены делегации выскакивают на шоссе, чтобы выяснить, что произошло, но под угрозой оружия и по команде поднимают руки и быстро садятся назад в автомобили. К Модибо Кейте, вышедшему из машины с поднятыми руками, направляется лейтенант (по общепринятой версии это был пилот Тьекоро Багайоко, недавно стажировавшийся в СССР, по другой, появившейся через 20 лет, версии Муссы Траоре — старший сержант Бинке Траоре). Он неуверенно просит «Отца нации»: «От имени Военного комитета национального освобождения, я прошу Вас подняться в эту бронемашину» (фр.  Au nom du Comité militaire de libération nationale, je vous prie de monter dans ce tank.). (Приводится и другой вариант это фразы:  «Господин президент, не желаете ли Вы задержаться в расположении войск?»  (фр.  Monsieur le président, voulez-vous vous mettre à la disposition de l'armée?)). Десантник Самаке утверждает, что в этот момент он одёрнул Багайоко и посоветовал не оказывать знаков уважения к президенту.
— Что это такое — Военный комитет национального освобождения?  — интересуется Модибо Кейта и этот вопрос вызывает бурную реакцию военных: солдаты открывают шквальный огонь по земле, подняв тучи пыли. Кейта, проворчав, что разберётся с этим ВКНО в столице, приказывает своей охране не сопротивляться и с помощью солдат поднимается в бронетранспортёр. Часы очевидцев этой сцены показывают 11.35 утра.
Адъютант президента с 1960 года капитан Абдуллай Улогам в своей машине держит наготове автомат, но очевидно, что и с автоматом невозможно противостоять трём башенным пулемётам и группе спецназа. Не расстающийся с тесаком Сери Кулибали забирает автомат у адъютанта и всё сопротивление ограничивается громкими требованиями капитана вернуть ему оружие. Этот инцидент на дороге у Массалы не оставит последствий: Абдуллая Улогама вскоре назначат командующим военным округом в Нара и он дослужится до бригадного генерала.
Перегруппировавшийся кортеж с бронетранспортёрами со скоростью 50 километров в час движется к Бамако и во всех придорожных селениях его приветствуют ничего не подозревающие жители, приготовившиеся встречать Модибо Кейту из поездки в Мопти. Машины как обычно проезжают мимо Гранд-отеля, но поворачивают не направо, в Кулубу, где расположен президентский дворец, а налево. Здесь сидевший с опущенной головой Кейта вдруг оживляется и грустно провожает взглядом поворот к президентскому дворцу. В этот момент десантнику Сунгало Самаке становится жалко президента, так любившего его парашютную роту и танцевавшего с ним под балафон…
Модибо Кейта  покидал Бамако   любимым и неоспоримым лидером. Он возвращается туда несколькими днями позже, на борту бронемашины, под военным эскортом, при всеобщем равнодушии. Улицы Бамако, привычно встречавшие его  овациями, совершенно пустынны во вторник 19 ноября 1968 года. Только несколько любопытных наблюдают за очень странным президентским кортежем. (Бинту Сананкуа).

## Последние часы
Модибо Кейту и его товарищей доставляют в дежурную часть, где даже туалеты охраняются часовыми, и разводят по разным комнатам. Свидетели потом будут утверждать, что слышали, как военные предлагают Кейте отказаться от социализма и избавиться от ряда левых деятелей, но президент был непреклонен. Уверяют, что его ответ был таким:
Об этом не может быть и речи. Здесь, в Мали, мы живём в стране закона и демократии. Со времён независимости мы следуем народному волеизъявлению. Именно народ высказался за социализм на чрезвычайном конгрессе 22 сентября 1960 года. Таким образом, социализм не является моим единоличным выбором. Спросите у народа, что он об этом думает. Что касается моих старых соратников, то я им доверяю.
Тогда от военных последовало предложение выступить по радио с обращением к стране и объявить о своей отставке. Кейта вновь решительно отказался, мотивировав это тем, что отставка избранного президента станет предательством по отношению к избравшему его народу.
Видя, что договориться невозможно, военные официально арестовывают и увозят президента. Его спутники проведут в дежурной части остаток дня без воды и пищи, пока ночью часовые не допустят к ним родственников с едой.
Мусса Траоре приказывает разместить членов делегации под охраной в Доме партии, а Модибо Кейту Багайоко и Самаке отвозят в Кати. Тьекоро Багайоко уже по приезде на стрельбище в Кати начинает выпытывать у бывшего президента подробности смерти погибших в 1964 году оппозиционеров Аммадуна Дико, Фили Дабо Сиссоко и Кассума Туре, но тот ничего не может ответить и утверждает, что сам услышал об этом событии по радио. На следующий день, 20 ноября Модибо Кейту вместе с силовиками Мадейрой Кейтой и Мамаду Диаките самолётом отправляют в другой конец страны, к алжирской границе, в Кидаль, городок посреди пустыни Сахара.
В Бамако уже ясно, что гарнизоны страны быстро присоединяются к перевороту, а высший командный состав вынужден его поддержать. Теперь, после полудня, когда переговоры с Модибо Кейтой зашли в тупик, организаторы восстания, несколько неожиданно для себя получившие всю полноту власти, должны сообщить стране о свержении режима. И тут произошло неожиданное — ни один из офицеров не захотел взять на себя ответственность и подойти к микрофону. Согласился только лейтенант Мусса Траоре, и этот момент определит его дальнейшую роль и судьбу всей Мали на два с лишним десятилетия вперёд.
В 13:00 лейтенант Траоре от имени командующего войсками Военного комитета национального освобождения неуверенно зачитывает первое обращение военных:
Сегодня, вторник 19 ноября 1968 года. Час свободы пробил! Диктаторский режим Модибо и его прислужников пал. Военный комитет национального освобождения отныне берёт на себя политическую и административную власть до образования правительства и демократических политических учреждений, сформированных после свободных выборов.  Да здравствует Мали! Да здравствует Республика! Да здравствует Армия!
Следом передаётся второе коммюнике командующего войсками: «Начиная с этого вечера на всей территории страны устанавливается комендантский час с 18.30 до 6 часов утра вплоть до новых распоряжений. Любые скопления народа более трёх человек запрещены» (фр.  «A partir de ce soir, le couvre-feu est établi sur toute l'étendue du territoire de 18 h 30 à 6 heures jusqu'à nouvel ordre. Tout attroupement de plus de trois personnes est interdit»).
Затем радио Мали начинает передавать короткое коммюнике, повторяющее сообщение Траоре: «Малийцы и малийки! Час свободы пробил: диктаторский режим Модибо Кейты и его прислужников пал. Военный комитет освобождения отныне берёт на себя всю полноту политической и административной власти и клянётся установить демократические институты путём свободных выборах»  (фр. Maliens Maliennes. L'heure de la liberté a sonné : le régime dictatorial de Modibo Keïta et de ses valets a chuté. Le comité militaire de libération assume désormais tous les pouvoirs politiques et administratifs et promet des institutions démocratiques qui seront issues d'élections libres).
Оба коммюнике зачитываются на французском и других государственных языках Мали с интервалом в 5 минут. Никаких комментариев радио не даёт, а о направленности переворота население может судить только по песне  «Sanu nègèni — wari nègèni» , ранее запрещённой к трансляции. В песне утверждается, что никакая власть не вечна и один человек не может править страной от создания мира до конца времён … Население Бамако возвращается по домам и во второй половине дня никаких демонстраций ни в защиту Модибо Кейты, ни в поддержку переворота не происходит. С наступлением ночи радио начинает транслировать сообщения о присоединении к перевороту различных гарнизонов страны.

## Реакция на переворот за рубежом
Как бы критично не оценивали за рубежом положение Мали при Модибо Кейте, его свержение стало для всех полной неожиданностью. Корреспондент агентства Франс Пресс передавал из Абиджана, столицы Берега Слоновой Кости, что сообщение о перевороте застигло местных наблюдателей врасплох.  «Ничто не давало оснований предполагать, что кто-то может оспаривать власть у президента Модибо Кейты» , — сообщало агентство.
В зависимости от симпатий или антипатий к реакции на неожиданность переворота примешивалась либо огорчение, либо злорадство. «Moniteur Africain, l’Hebdomadaire de l'économie africaine» писал 21 ноября:  «Государственный переворот, который только что сверг президента Модибо Кейту, был одним из самых внезапных, самых неожиданных из уже известных многочисленных переворотов, совершённых в Африке»  (фр. Le coup d'Etat qui vient de renverser le président Modibo Keita a été un des plus soudains, des plus inattendus de ceux déjà nombreux comme on sait — qui ont eu lieu en Afrique).
Правительство Берега Слоновой Кости, откровенно недолюбливавшее Модибо Кейту и социализм вообще, на события в Мали не отреагировало — 20 ноября газета «Fraternité matin» лишь коротко сообщила о перевороте. Интерес к нему наблюдался только в кругах малийской колонии в БСК.
Президент Сенегала Леопольд Сенгор, также давний противник Кейты, узнал о перевороте во время встречи с королевой Великобритании Елизаветой II и её супругом. В стране начались волнения, и радио сообщало о событиях в Мали сдержанно. Никакой официальной реакции не последовало.
Президент Гвинеи Ахмеда Секу Туре, обеспокоенный падением своего союзника 25 ноября собирает в Конакри чрезвычайное заседание Организации государств бассейна реки Сенегал. Л. Сенгор прибывает в Гвинею вместе с президентом Мавритании Моктаром ульд Даддой. После совещания главы государств направляют в Бамако совместную делегацию во главе с министром иностранных дел Гвинеи Луи Лансаной Беавоги. 26 ноября в Бамако делегация встречается с министрами нового правительства Мали, но возникают проблемы в связи с переходом гвинейской границы избежавшими ареста бывшими активистами режима Кейты. Учитывая близость Бамако с гвинейской границе военные власти обвиняют Ахмеда Секу Туре в намерении собрать силы для свержения правительства Мали.
Средства массовой информации Того, правительство которого опасалось экспорта революции из Мали, не без злорадства описывали падение очередного социалистического режима в Африке.
В Верхней Вольте, где Модибо Кета недавно побывал, переворот вызывает шок и сожаление. Здесь вновь вспоминают историю о посещении Уахигуйи и проклятии правителя Ятенги.
Президент Габона Омар Бонго узнаёт о перевороте в Риме, во время визита в Италию. Он выражает сожаление по поводу свержения Модибо Кейты, но подчёркивает, что всё это внутреннее дело Мали.
Печать Туниса утверждает, что переворот ведёт к потере стабильности в Мали.
Революционный совет Алжира собирается на чрезвычайное заседание чтобы обсудить ситуацию у южного соседа, но воздерживается от прямых оценок случившегося.
В Организации Объединённых Наций представители умеренных африканских режимов выражают удовлетворение переворотом и считают его началом конца революционных лидеров вроде Ахмеда Секу Туре и Хуари Бумедьена. Они отмечают, что теперь примеры СССР или КНР более не являются образцовыми моделями для Африки. В прогрессивном африканском лагере выражается сожаление и идут разговоры о происках империализма.
США, раздражённые присутствием в Мали китайских специалистов, всё же продолжали оказывать стране существенную финансовую помощь (к лету 1968 года она достигла 18 850 000 долларов). Их официальная реакция была совершенно безразличной — официальный представитель Госдепартамента коснулся только вопроса о признании нового режима, однако американские дипломаты в ООН не скрывали своей радости по поводу падения Кейты.
Пресса Советского Союза ограничивалась констатацией событий в Мали и старалась их не комментировать. Не было высказано ни прямого сожаления по поводу падения старого союзника Модибо Кейты и его социалистического режима, не было и проявлений злорадства по поводу провала его маоистских экспериментов.

## Поиски будущего
20 ноября 1968 года, когда военный самолёт увозил Модибо Кейту в политическое небытие, население Бамако, наконец-то осознав случившееся, заполнило улицы столицы с криками «Да здравствует свобода! Да здравствует армия! Да здравствует ВКНО! Долой Народную милицию! Долой Модибо!». Оказывается, что все малийцы — «уставшие от революции». Про запрет военных собираться группами больше трёх человек не вспоминает никто, даже сами военные. Непередаваемый гвалт на улицах усиливается непрерывными автомобильными гудками — водители сигналят до тех пор, пока не разрядятся аккумуляторы, автомобильные капоты используются горожанами в качестве огромных барабанов. Ежедневные стихийные манифестации в поддержку ВКНО будут продолжаться почти месяц. Военные удивлены такой реакцией народа, который ещё вчера был готов с радостью бежать за кортежем Модибо Кейты. И Бинту Сананкуа продолжает удивляться переменам:
Но как это всё стало возможно? Где милиция? Где бригады бдительности? Где гражданская служба? Где эти отважные активисты СС-АДО, которые ещё вчера кричали о своей приверженности социалистическому выбору,  высшему руководству революции и клялись, что защитят их ценой своей жизни? Где эта молодёжь, эти трудящиеся, все эти активисты, которые только вчера боролись за звание железного копья революции? Куда они подевались? Все растворились в воздухе с обескураживающей быстротой.
Но в первые дни правления военного режима население Мали использовало свободное от празднеств время для выяснения отношений со всемогущей Народной милицией, многие месяцы занимавшейся его «воспитанием». Начались стихийные расправы и кровная месть, часть активистов «бригад бдительности» ушли в подполье, многие бежали из родных мест или даже эмигрировали из страны. Уже 23 ноября ВКНО будет вынужден обратиться к населению с призывом воздерживаться от всяких форм сведения счётов и сохранять спокойствие.
С функционерами более высокого ранга разобрались сами военные. Около 40 высокопоставленных партийных и государственных деятелей были сосланы на каторгу в Кидаль и в Таудени, но многие высшие руководители времён Кейты были привлечены к управлению страной и даже вошли в правительство. Уже 21 ноября ВКНО разрешил трём губернаторам из 6 вернуться к управлению своими регионами, но только для передачи дел военным. Высший командный состав армии, не спешивший «смешить крокодилов» и оказавшийся в подчинении у лейтенантов и капитанов, был полностью отправлен в отставку через несколько месяцев.. ..
В последнюю декаду ноября по стране ползли самые невероятные слухи. Говорили, что Кейта и его министры обогатились за счёт народа и вывезли свои неслыханные по масштабам капиталы в Швейцарию, что президентский дворец в Кулубе заполнен таинственными фетишами, которые убивали каждого, кто претендовал на место Модибо Кейты, и что офицер, посланный во дворец, упал парализованным, как только их увидел. Говорили, что Кейта приказал подмешивать в водопровод Бамако некое зелье, которое держало население столицы в рабском повиновении. Говорили, что во дворце нашли использованный в ритуальных целях жир из тела известного в Бамако альбиноса M' Беребаты, недавно бесследно исчезнувшего. Новые власти не знали, что со всем этим делать и поспешили опровергнуть вымыслы. 30 ноября 1968 года «Эссор» опубликовал коммюнике ВКНО:
В.К.Н.О. стало известно о широком распространении и обсуждении списка бывших владельцев значительных сумм, помещённых за границей. В.К.Н.О. не публиковал и не распространял никакого документа подобного рода. Он предупреждает народ о нежелательных последствиях волнений, вызванных этими слухами. Он твёрдо заверяет малийский народ, что тот будет широко информирован о результатах всех расследований, относящихся к ущемлению его прав и расхищению имуществ.
Это не помогает и вскоре появляется второе коммюнике:
ВКНО пользуется случаем,  чтобы ввиду самых фантастических слухов, которые распространяются в Бамако с 19 ноября 1968, вновь информировать общественное мнение о том, что он никогда  не публиковал и  не распространял никакой подобной справки по подобным поводам, а также по поводу судьбы и вкладов бывших руководителей страны.
.
Но никаких громких коррупционных процессов над деятелями свергнутого режима не будет, а сами военные проявят несколько иной интерес к состоянию государственных финансов. Полковник Карим Дембеле будет утверждать, что 20 ноября 1968 года он и остальные члены ВКНО получили в Банке развития Мали по 1 миллиону африканских франков для личных целей, избавив государство от четырнадцати миллионов и восстановив попранную при Кейте справедливость.
Оказавшиеся у власти военные в силу своей подготовки на самом деле не знали, какую политику им проводить и как это вообще делается. Привлечение к управлению деятелей старого режима было единственным выходом из явственно возникавшего кризиса некомпетентности. Трудно сказать, кто был автором и вдохновителем первых программных заявлений Военного комитета национального освобождения, но влияние старых политических кадров на формирование политического курса вряд ли можно полностью исключить.
22 ноября 1968 года после долгих совещаний нового руководства Мусса Траоре встретился с послом СССР Л. Н. Мусатовым, послом США Гилбертом Эдвардом Кларком, послами КНР Ма Цзэкином и Алжира Буфельджой Айди, а затем выступил по радио с кратким изложением целей переворота. Он сообщил о создании Временного правительства во главе с капитаном Йоро Диаките, три дня назад прибежавшим на плац просить себе места в рядах восставших подчинённых. Лейтенант Траоре заявлял:
Наша цель — оздоровление ситуации во всех отношениях. Мы собираемся вернуть доверие малийского народа, гарантируя ему самые элементарные демократические свободы. Республика Мали вновь торжественно подтверждает права и свободы человека и гражданина, освящённые Всеобщей декларацией прав человека от 10 декабря 1948 года. Она признаёт право людей на труд и  отдых, их свободу объединяться в профсоюзные организации по их выбору для защиты своих профессиональных интересов. Партии и политические группировки способствуют нормальному выражению избирательного права. Они  самоорганизуются и осуществляют свою деятельность свободно при соблюдении демократических принципов ….
Траоре обещал, что созданный при Модибо Кейте государственный сектор экономики «будет сохранён в тех рамках, в которых он будет отвечать интересам народа», но будет создан и «сектор со смешанным капиталом», объединяющий государственные и иностранные предприятия. В сформированном в тот же день правительстве экономический блок возглавили министры свергнутого правительства Модибо Кейты — Жан-Мари Коне, ставший отвечать за внешнеэкономическую деятельность и Луи Негр, министр финансов, планирования и экономики.
Вскоре Диаките в интервью французскому журналисту Андре Бланше (см.ссылку Mali: coup d’Etat de Moussa Traoré) откровенно заявит, что заговорщики начали действовать ни с кем не советуясь и не имея никаких директив, что, по мнению капитана, и объясняло разнобой и затруднения в отношении будущей направленности Временного правительства.
Теперь лидеры переворота неустанно заявляли, что брали власть не ради власти, что скоро вернуться в казармы:
Таким образом здесь, пользуясь случаем мы, от имени ВКНО,  вновь повторяем перед нацией торжественную клятву  вернуться в наши казармы, как только будут созданы  условия для  подлинной демократии. В этом отношении ВКНО и правительство торжественно обязуются приложить все усилия к тому, чтобы эти условия были созданы в минимальный срок
Тот же Траоре убеждал членов Временного правительства:
От имени ВКНО и от себя лично, я  бесконечно благодарю Вас  за то, что приняли на себя ту тяжёлую работу, которая на Вас возлагается с настоящего момента. Я заявляю  и ещё раз повторяю, что у армии нет намерения оставаться у власти ради власти. Когда восстановление экономики  будет закончено, она скромно вернётся в казармы. Такова миссия ВКНО.
Офицеры обещали провести свободные демократические выборы и вернуться в казармы в течение шести месяцев. Этому была посвящена разъяснительная компания в учреждениях столицы. В амфитеатре Высшей нормальной школы на Бадалабугу собрали профессоров и студентов и те пытались выяснить у лейтенанта ВВС Тьекоро Багайоко что будет с социалистическим выбором. Тот отвечал, что ВКНО не собирается ничего навязывать народу и уйдёт как только народ изберёт себе новую власть.

## Итоги
Но молодые офицеры из Общевойсковой военной школы в Кати быстро набрались политического опыта. Никаких всеобщих выборов в 1969 году проведено не было, военные подавили сначала оппозицию в студенческой среде, затем в армии и в профсоюзном движении. В 1974 году ВКНО, явно не собиравшийся никому передавать власть, организовал принятие новой конституции, а в 1979 году провёл беспроигрышные всеобщие выборы, после которых Мусса Траоре занял пост президента как всенародно избранный лидер, а его уцелевшие после взаимных разбирательств товарищи пересели в кресла партийных лидеров. Правление лейтенантов, ставших полковниками и генералами, продолжалось 23 года. Итоги этого правления не удовлетворили население Мали, исправно голосовавшее за режим Траоре — в 1991 году страну охватили волнения. Вечером 25 марта 1991 года генерал армии Мусса Траоре был арестован десантниками в Бамако и через несколько лет предстал перед судом.
Свергнутый в 1968 году президент Модибо Кейта остаток жизни провёл в тюрьме. О нём вспомнили в 1977 году, когда 9 мая ученики и студенты столичных учебных заведений устроили демонстрации на улицах Бамако. Они требовали освобождения политзаключённых, освобождения Кейты и возвращения его к власти. Военные без труда расправились с учащимися, а 16 мая 1977 года Модибо Кейта неожиданно умер от пищевого отравления в военном лагере Джикорони
Власти Мали вплоть до 1991 года запрещали публично обсуждать и исследовать падение Первой республики.

## Оценки
Оценки переворота 19 ноября 1968 года в большинстве случаев зависят от симпатий и антипатий авторов по отношению к двум сменившимся режимам. Не ставшая определять свои симпатии и антипатии Бинту Сананкуа писала:
Как объяснять ту лёгкость, с какой группа никому не неизвестных младших офицеров свергает Модибо Кейту, этот памятник антиколониальной борьбы, панафриканизма и национального единства?  Как объяснять эту беспомощность Суданского союза-АДО,  который раз за разом брал ситуацию в свои руки, пока военные не отобрали у него бразды правления?
Надо сказать, что режим Модибо Кейты, который военные свергли в ноябре 1968 года, сильно дискредитирован. Его партия, Суданский союз-АДО, которая организует малийский народ, сильно ослаблена. Страна, над которой она безраздельно царит с 1960 года, Республика Мали, сильно больна. Больна неумолимым экономическим и финансовым кризисом. Больна банкротством обществ и государственных предприятий, задуманных чтобы финансировать независимую экономическую политику. Больна, наконец, отсутствием демократических свобод.
Какая ирония судьбы для человека, чья былая националистическая борьба в первых рядах бесспорно ставит его среди самых великих  и самых знаменитых сыновей  борющейся Африки шестидесятых годов!

Какой печальный провал для партии,  которая  чётко и прагматично освобождала Мали от колониального ярма, и успех которой сделал её единственной!  Каким жалким оказалось государство этой  молодой Республики, провозглашённой с жаром и с верой в будущее! 
Il faut dire que le régime de Modibo Keita que les militaires renversent en ce mois de novembre de l'an 1968 est bien discrédité. Son parti, l'Union Soudanaise-RDA, qui embrigade le peuple malien, est bien affaibli. Le pays sur lequel il règne sans partage, depuis 1960, la République du Mali, est bien malade. Malade d'une crise économique et financière implacable. Malade de la faillite des Sociétés et Entreprises d'Etat conçues pour financer une politique économique indépendante. Malade enfin de l'absence des libertés démocratiques.
Quelle ironie du sort pour un homme dont le passé de lutte nationaliste et de prise de position d'avantgarde range sans conteste parmi les plus grands et les plus célèbres fils de cette Afrique combattante des années 60 !
Сам Мусса Траоре говорил в ноябре 1988 года в интервью Мохамеду Судья Яттаре и Абдулу Кадри Киссе:
Моя политическая деятельность началась 19 ноября 1968, когда армия взяла власть. Как вам известно, эта акция стала необходимой, так как предыдущий режим обдуманно нарушил Конституцию и прерогативы государственных институтов. Страна оказалась тогда на грани политического, экономического и общественного хаоса и четырнадцать осуждавших это молодых офицеров сочли своим патриотическим долгом  изменить  положение, ставшее невыносимым для народа.
Полковник Юсуф Траоре, ближайший соратник бывшего малийского президента, называл переворот 19 ноября сокрушительным ударом по коммунистической диктатуре, нанесённым за 20 лет до падения Берлинской стены. После него Мали стала проводить политику нейтралитета и осталась в стороне от Холодной войны, которая всегда могла перейти в Третью мировую.
Мусса Конате, автор книги «Мали: они убили надежду…» (фр. Mali : ils ont assassiné l’espoir) утверждает что Модибо Кейта строил процветающую суверенную Мали, но группа неопытных молодых офицеров прервала этот процесс. При Кейте страна «совершала экономические подвиги», построив 30 промышленных предприятий, и её национальное единство не подвергалось сомнению.
Амаду Сейду Траоре, опубликовавший книгу  «От ВКНО до ДСМН: 23 года лжи»  (фр. Du CMLN à l’UDPM, 23 ans de mensonge), солидаризируется с Конате. Он пишет:
Под управлением Mодибо малийский народ был объединён под знаменем единой целью построить Нацию, дать максимум счастья  большинству наших сограждан в кратчайшие сроки.. В итоге, задушив активные силы,  молодёжь и преподавателей, силы, которые служат барометрами для всего современного общества, малийский режим после 1968 года предоставил полную свободу силам негативным».  «В любом случае, при режиме Демократического союза малийского народа, Мали удерживает очень печальный рекорд такой страны в мире, где труд и честность скоро станут рассматриваться как отклонения от нормы».

Пообещав демократию, военные конфисковали права личности путём ничем не ограниченных репрессий. Жёсткой либерализацией экономики они омрачили народные горизонты. Путём клановой борьбы внутри армии они ликвидировали вооружённые силы, построенные Модибо Кейтой и соратниками, силы, которых опасалась вся Африка. Превратив молодёжь в инструмент на службе единственной партии, Mусса Траоре и его полицейские агенты погубили школу. Неспособные разглядеть перспективы становления всей нации, военные, к несчастью, убили надежду народа.

## Память
- На месте ареста Модибо Кейты у Массалы была установлена белая мемориальная плита, на которой в красной рамке сделана надпись: «Ici fut arrêté le mardi 19 novembere 1968 par une junte militaire monseniore Modibo Keita président de la Republique de Mali» («Здесь во вторник 19 ноября 1968 года был арестован военной хунтой господин Модибо Кейта, президент Республики Мали»)[39].
- Мемуары капитана Сунгало Самаке о событиях 19 ноября 1969 года вдохновили французского философа и драматурга Жана-Луи Саго-Дювору на написание пьесы «Солдатская правда» («Vérité de Soldat»), которая была поставлена в Париже Патриком Ле Моффом 4 — 28 ноября 2010 года, а затем прошла в Бельгии, Люксембурге, Сенегале, Канаде и Бенине. С 7 по 29 января 2011 года пьеса шла в театре «BlonBa» в Бамако на французском языке и на языке бамана[40][41][42].

### Комментарии
1. ↑  22 сентября 1968 года исполнилось восемь лет со дня провозглашения Республики Мали. При этом Модибо Кейта возглавлял правительство Суданской республики в составе Французского Сообщества и Федерации Мали с 16 апреля 1959 года, и, таким образом, правил страной 9 лет 7 месяцев и 3 дня.
2. ↑  Ситуация, в которой оказались в те дни многочисленные советские специалисты, работавшие в Мали, почти не освещается ни во французских, ни в малийских, ни в российских источниках. Жильбер Комт писал в 1969 году по поводу заговора Траоре: «Очевидно, советские офицеры, направленные в части в рамках военного сотрудничества, также ничего не видят» (Apparemment, les officiers soviétiques placés sous ses ordres au titre de la coopération militaire ne voient rien non plus). Пикантность ситуации с советскими специалистами заключалась ещё и в том, что в казармах бывшей французской базы в Кати, где зрел заговор, также размещалась советская геологоразведочная экспедиция.
3. ↑  Некоторые малийские источники одновременно утверждают, что Усман Ба сдался военным только через несколько дней.
4. ↑  Бинту Сананкуа описывая эту сцену, употребляет термин «tank», однако Сунгало Самаке пишет о «automitrailleuses» — бронеавтомобилях. Скорее всего речь идёт о советском БТР-40.